# Aliona Moon
Aliona Munteanu (sinh ngày 25 tháng 5 năm 1989) là một ca sĩ người Moldova.